# Europsko prvenstvo u košarci – Turska 2001.
Europsko prvenstvo u košarci 2001. godine održalo se u Turskoj od 31. kolovoza do 9. rujna 2001. godine.